# Membre de la Royal Society of Edinburgh
Le titre de membre de la Société royale d'Édimbourg, en anglais fellow of the Royal Society of Edinburgh (en abrégé FRSE ou F.R.S.E.), est une récompense pour les scientifiques qui se sont « éminemment distingués dans leur discipline ».

## Désignation
La désignation des nouveaux membres se fait lors d'une élection annuelle au mois de mars. Il y en a une cinquantaine par année. En 2016, il y a environ 1 650 membres, ou fellows, dont :
- 71 membres honoraires (en anglais Honorary Fellows), qui ont agi de manière exceptionnelle ;
- 76 membres correspondants (c'est-à-dire étrangers ; Corresponding Fellow), qui ont collaboré à la science en dehors de l’Écosse ;
- le reste membres ordinaires (Ordinary Fellows), qui ont collaboré à la science en Écosse[1],[2].

Les membres sont autorisés à ajouter le sigle « FRSE » après leur nom. Pour la liste des titulaires, voir la catégorie « Membre de la Royal Society of Edinburgh ».

### Articles annexes
- Royal Society of Edinburgh
- Fellow

### Site internet
- (en) (en) Site officiel : Catégories de membres.